# 訃報 1995年5月
訃報 1995年5月（ふほう 1995ねん5がつ）では、1995年（平成7年）5月中に物故した、又は物故が報じられた人物についてまとめる。

## 1日 - 15日

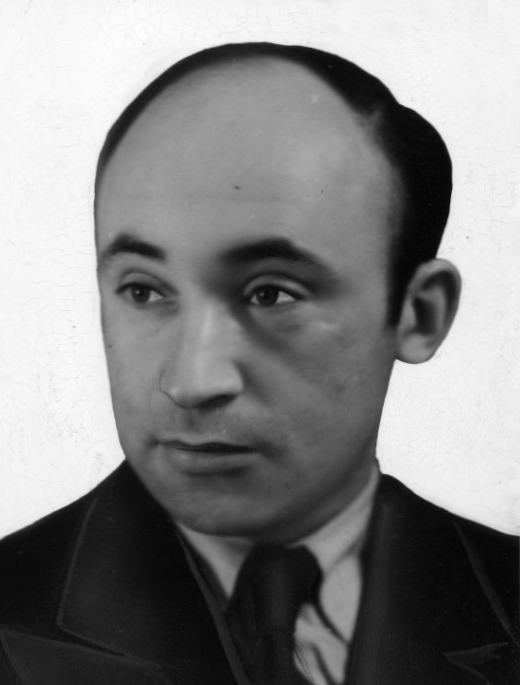
ルイス・クラスナー / 5月4日没

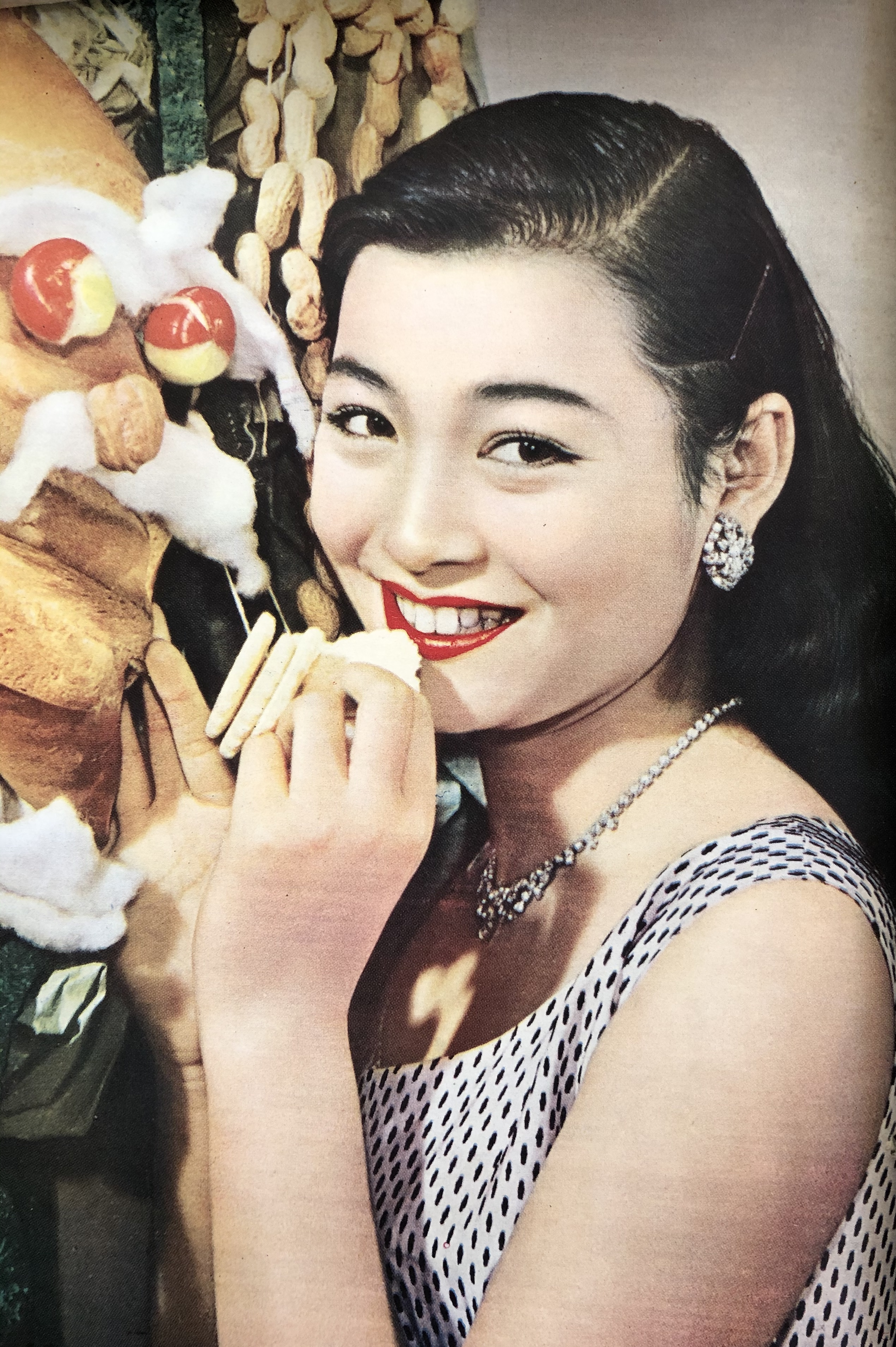
野添ひとみ / 5月4日没

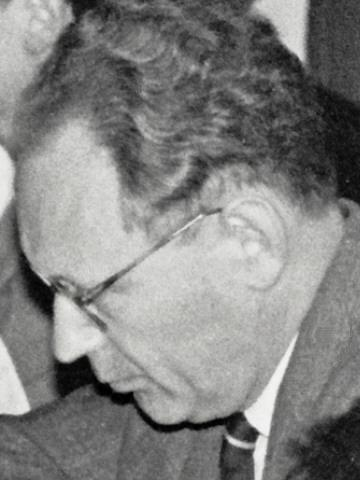
ミハイル・ボトヴィニク / 5月5日没

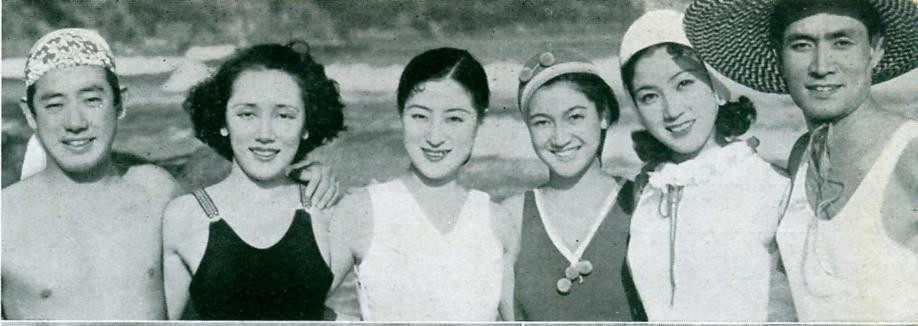
伊沢一郎（左端） / 5月14日没

- 5月4日 - ルイス・クラスナー、ヴァイオリニスト（* 1903年）
- 5月4日 - 野添ひとみ、女優（* 1937年）
- 5月5日 - ミハイル・ボトヴィニク、第7・9・11代チェスの公式世界チャンピオン（* 1911年）
- 5月8日 - テレサ・テン、歌手（* 1953年）
- 5月10日 - 佐藤肇、映画監督（* 1929年）
- 5月10日 - 高橋繁男、テレビドラマ監督（* 1931年）
- 5月12日 - ジミー原田、ジャズドラマー（* 1911年）
- 5月14日 - 伊沢一郎、俳優（* 1912年）

## 16日 - 31日

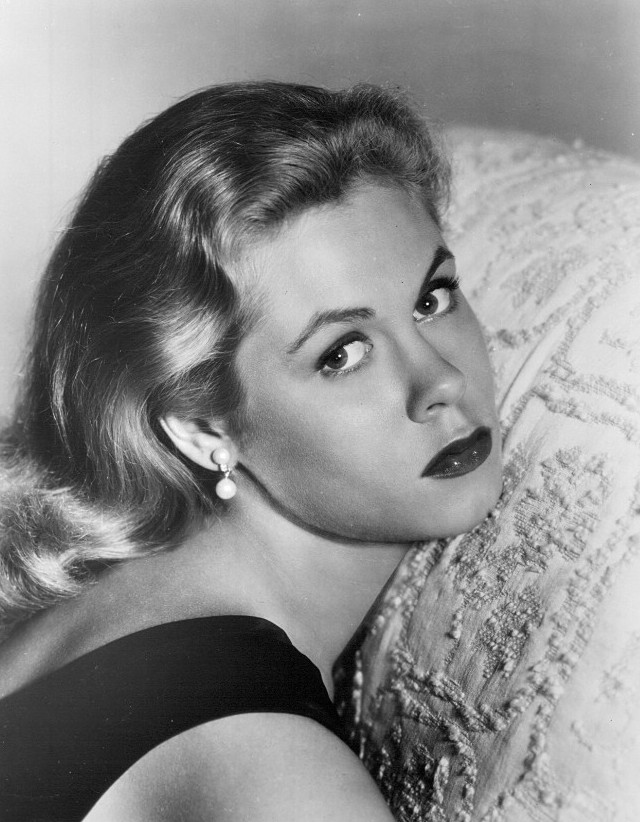
エリザベス・モンゴメリー / 5月18日没

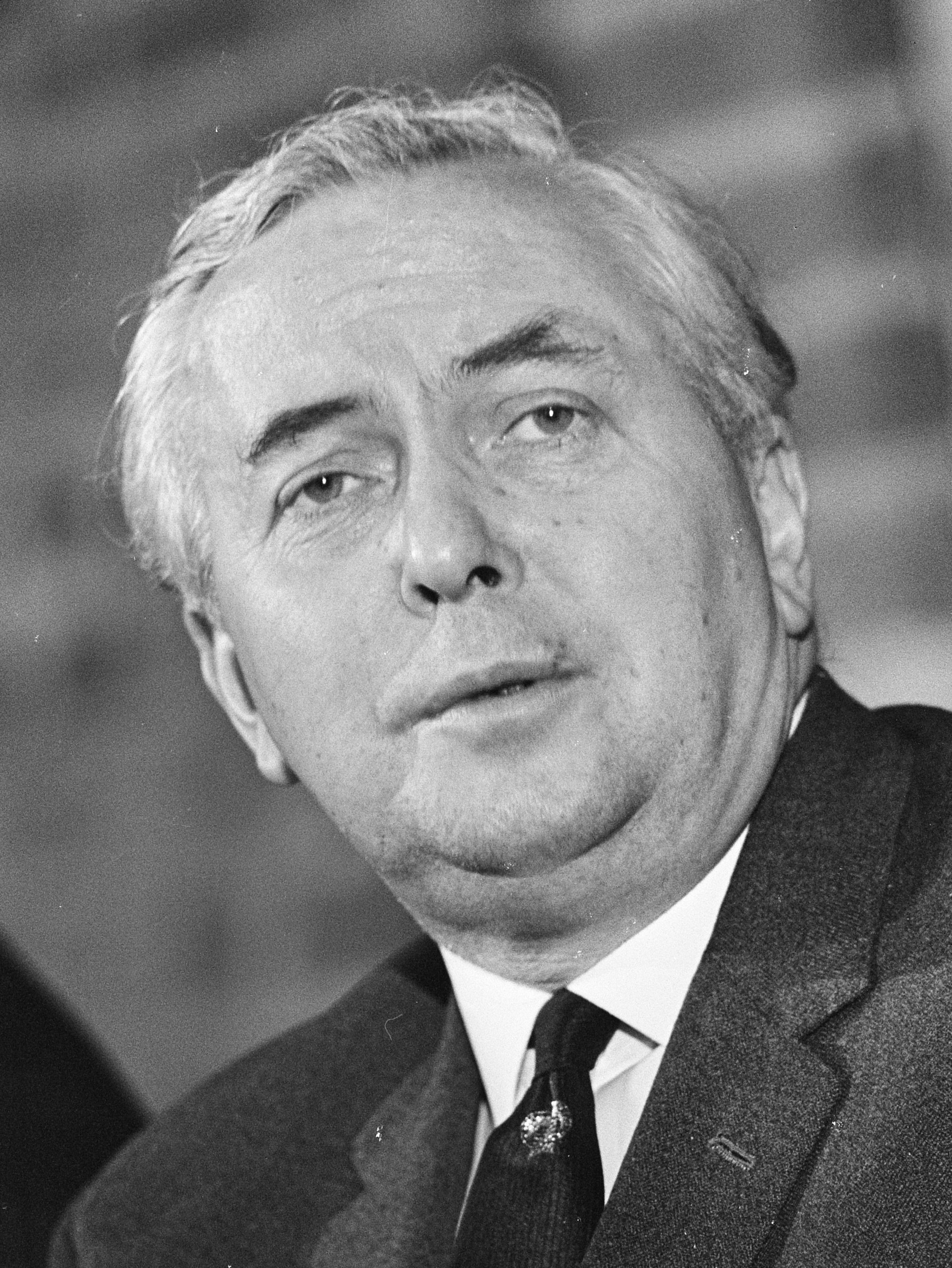
ハロルド・ウィルソン / 5月24日没

- 5月18日 - ピート・ファンデカンプ、天文学者（* 1901年）
- 5月18日 - エリザベス・モンゴメリー、女優（* 1933年）
- 5月18日 - アレクサンダー・ゴドノフ、バレエダンサー・俳優（* 1949年）
- 5月22日 - 篠田節夫、俳優、声優（* 1924年）
- 5月24日 - 宮崎市定、歴史学者（* 1901年）
- 5月24日 - ハロルド・ウィルソン、元イギリス首相（* 1916年）
- 5月29日 - 山際淳司、ノンフィクション作家（* 1948年）
- 5月31日 - 伊藤正孝、ジャーナリスト、編集者（* 1936年）